# Електродетонатор
Електродетонатор, електрозапальник, електросірник (рос.электродетонатор, англ. electric blasting cap, electric detonator; нім. Elektrozünder m, Sprengzünder m) — засіб висаджування, призначений для ініціювання заряду вибухової речовини (ВР), що спрацьовує під дією електричного струму.

## Конструкція

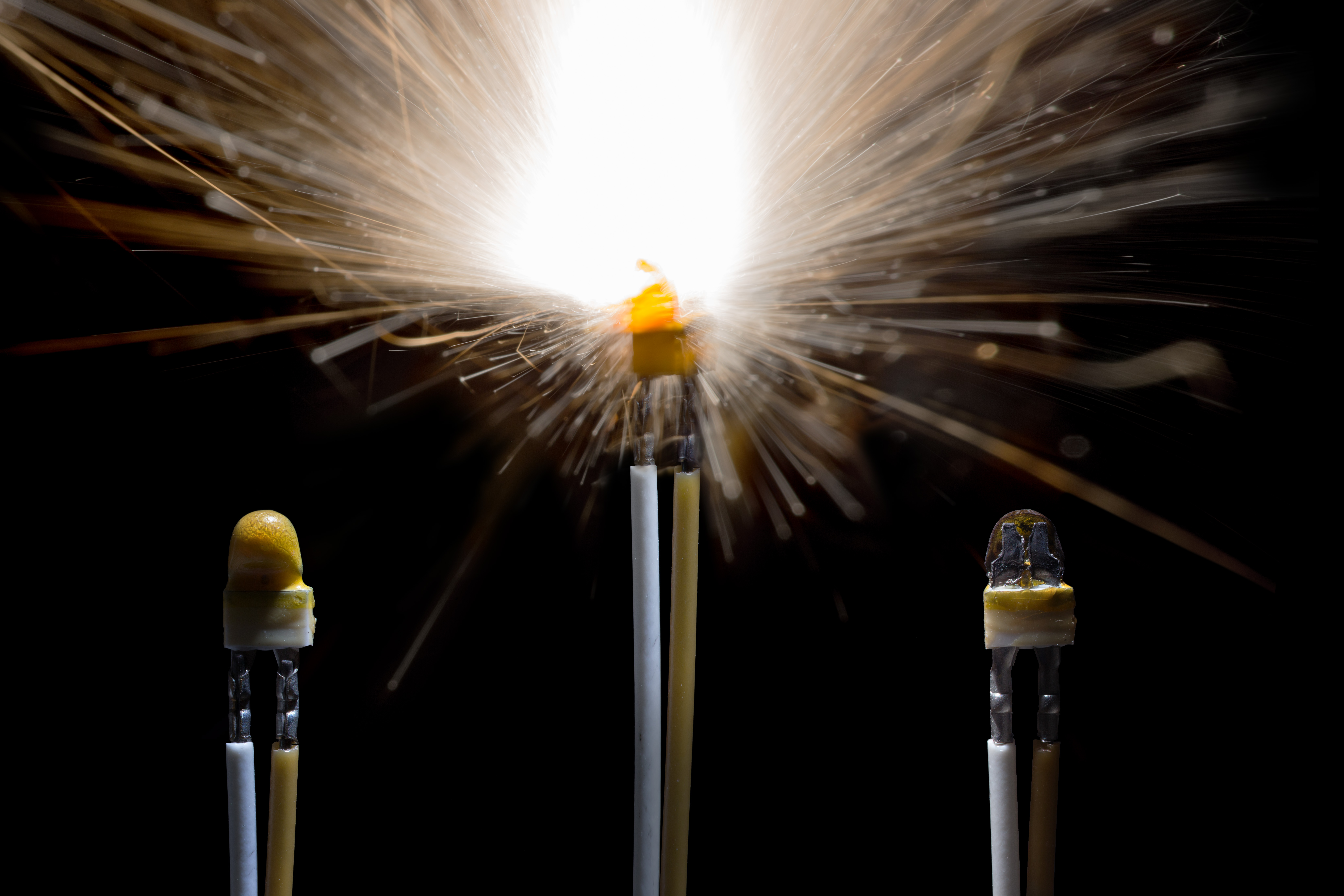
Електричні сірники до, під час і після запалювання

Складається з електрозапалювача, капсуля-детонатора з наважкою первинної і вторинної ВР зі стовпчиком флегматизатора (уповільнюючого складу), вкритого шовковою сіткою, зібраних у спільній гільзі з пластиковою пробкою в її усті.

## Класифікація
За швидкістю дії розрізняють ЕД:
- миттєвої дії — 2-6 мс,

- короткосповільненої — 25-250 мс і

- уповільненої 0,5-10 с.

За чутливістю до сторонніх струмів розрізняють ЕД: нормальної чутливості, зниженої чутливості та нечутливі (блискавкостійкі). 
За конструктивним оформленням і призначенням — загального призначення, для сейсморозвідки, для торпедування нафтових свердловин та ін. цілей. 
За умовами застосування — в сухих і обводнених місцях, залежно від ступеня безпеки шахт за газом і пилом. 

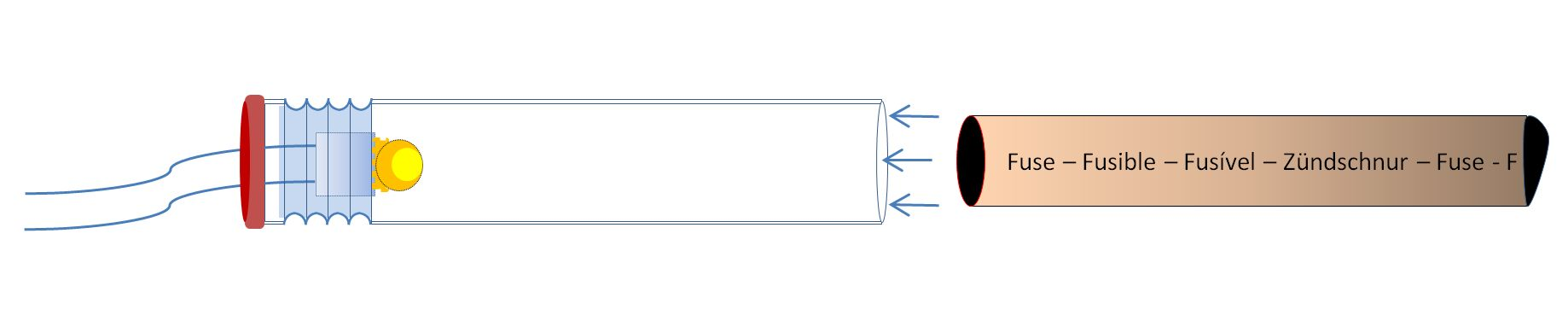
Схема підключення електродетонатора до запобіжника

На вибухових роботах ЕД застосовують як для одиночного, так і групового висадження. У електровисаджувальних ланцюгах (електровибухових мережах) при груповому висаджуванні використовують 3 типи з'єднань ЕД: послідовне, паралельне і змішане. Перевірку ЕД на опір перед роботою проводять лінійним містком, включення ЕД здійснюється приладами висадження і джерелами струму.

## Різновиди
- Електродетонатор запобіжний — електродетонатор, який не викликає займання метано-повітряної та пилогазової суміші. Призначений для застосування у шахтах небезпечних за газом та пилом.

- Електродетонатор термостійкий (ТЕД) — спеціальний електродетонатор, призначений для підривання при температурі навколишнього середовища понад 100°C.

### Електродетонатор промисловий
У військах використовуються електродетонатори типу ЕДП і ЕДП-р. Призначені для підривання як на повітрі так і під водою.
Складається з КД № 8А, в дульці якого закріплений ЕЗП з платино-іридієвим місточком розжарювання. Проводи в пластикатовій ізоляції мають довжину 1 м. У варіанті ЕДП-р кінцева частина детонатора обладнана втулкою з різьбою для його закручування в запальне гніздо зарядів та мін.

### Типові застосування
- Розгортання подушок безпеки
- Піротехніка
- Військові або комерційні вибухові речовини
- Моделювання ракет
- Підпал камінів: природний газ, пропан
- Газові плити та барбекю

Електричні сірники, або електронні запалювання, використовуються в комерційних і побутових приладах і пристроях, що працюють на природному газі та пропані. Деякі приклади: газові плити і барбекю, водонагрівачі та бойлери для приміщень і басейнів, каміни і садові вогнища, а також сушарки для одягу і системи центрального опалення.
Електричні сірники можуть бути предметом регулювання, оскільки вони можуть бути використані для запалювання вибухових речовин. Для аматорського піротехнічного використання електричні сірники можуть бути виготовлені з нуля або з набору. Набори включають тонкий дріт, необхідний для розтяжки, наприклад, ніхромовий дріт, а також компоненти для змішування пірогену ( на основі хлорату калію KClO3 (Бертолетова сіль), сульфіду сурми). У саморобних сірниках використовується тонкий дріт, який можна придбати або врятувати з таких джерел, як нитки розжарювання лампочок або мідна проводка.
Окрім легкозаймистого компонента пірогену, що входить до складу електричних сірників, деякі сірники можуть містити додаткові компоненти, що забезпечують більш гаряче та тривале полум'я для використання на предметах, які важко підпалити. Наприклад, запалювачі для твердопаливних моделей ракетних двигунів часто містять порошкоподібні метали, які забезпечують більшу теплоту і тривалість полум'я сірника для більш надійного запалювання двигуна.
| Опір в холодному стані                             | 0,9 — 1,5 Ом                    |
| Опір в нагрітому стані                             | 2,5 Ом                          |
| Мінімальний струм спалахування                     | 0,4 А                           |
| Безпечний струм                                    | 0,18 А                          |
| Розрахунковий струм підриву (паралельне з'єднання) | постійний – 0,5 А змінний 1,0 А |
| Розрахунковий струм підриву (послідовне з'єднання) | постійний – 1,0 А змінний 1,5 А |